# Aasmund Olavsson Vinje
Aasmund Olavsson Vinje (Vinje, 1818. április 6. – Gran, 1870. július 30.) norvég költő, újságíró. Versei és útleírásai mellett arról ismert, hogy úttörő szerepet játszott a landsmål (a mai nynorsk nyelv elődje) használatában.

## Pályafutása
Szegény, de olvasott családba született. Erős tudásvágy hajtotta, és részben tanításból tartotta el magát. Ugyanabban a középiskolában érettségizett, mint Henrik Ibsen, majd jogot tanult, és ügyvéd lett. 1858-ban megalapította a Dølen című folyóiratot, ahol útleírásokat, valamint a művészet, a nyelv és a politika területét átölelő vezércikkeket jelentetett meg. A lap 1870-ig működött.
Sokat tett azért, hogy kifejezze a norvégiai városi és vidéki élet közötti különbséget, és a norvég romantikus nacionalizmus egyik legkifinomultabb követőinek. Ennek ellenére kritikus szkepticizmusáról és kettős nézeteiről is ismertté vált, azaz azt hirdette, hogy mind a mellette, mind az ellene szóló érveket magáévá kell tennie. Politikai tevékenysége addig terjedt, hogy a kormány elbocsátotta ügyvédi állásából, mert kritizálta a külpolitikáját.
Írásai között a Ferdaminni fraa Sumaren 1860 (Emlékek egy 1860 nyári utazásról) a norvég irodalom legjobbjai közé számít; egy Oslo és Trondheim közötti utazást ír le, melynek célja IV. Károly király koronázási ünnepsége volt a nidarosi katedrálisban. Valószínűleg nem véletlen, hogy a leírás közelebb hozza az út során megismert hétköznapi embereket, mint a koronázáson megjelenő méltóságokat.
1863-ban megírta A Norseman's View of Britain and the British (Egy norvég képe Britanniáról és a britekről) című könyvét, amelyet tíz évvel később fordítottak le norvég nyelvre. Verseinek egy része ma is nagyon élő Norvégiában, mindenekelőtt a Ved Rundarne Edvard Grieg dallamával.
A gyomorrákban szenvedő Vinje úgy döntött, hogy utolsó napjait vidéken tölti. Barátja, A. Chr. Bang lelkész (később püspök) házában halt meg, és a közeli Søsterkirkene mellett temették el.

## Fordítás
- Ez a szócikk részben vagy egészben az Aasmund Olavsson Vinje című angol Wikipédia-szócikk ezen változatának fordításán alapul.  Az eredeti cikk szerkesztőit annak laptörténete sorolja fel. Ez a jelzés csupán a megfogalmazás eredetét és a szerzői jogokat jelzi, nem szolgál a cikkben szereplő információk forrásmegjelöléseként.